# Vestby
Vestby es un municipio de la provincia de Viken en la región de Østlandet, Noruega.De 19 000 habitantes.
Se encuentra ubicado al sureste del país, a poca distancia al norte de Oslo, al oeste de la frontera con Suecia, y junto al lago Mjøsa y el río Glomma.